# Bobbahn (Achterbahn)

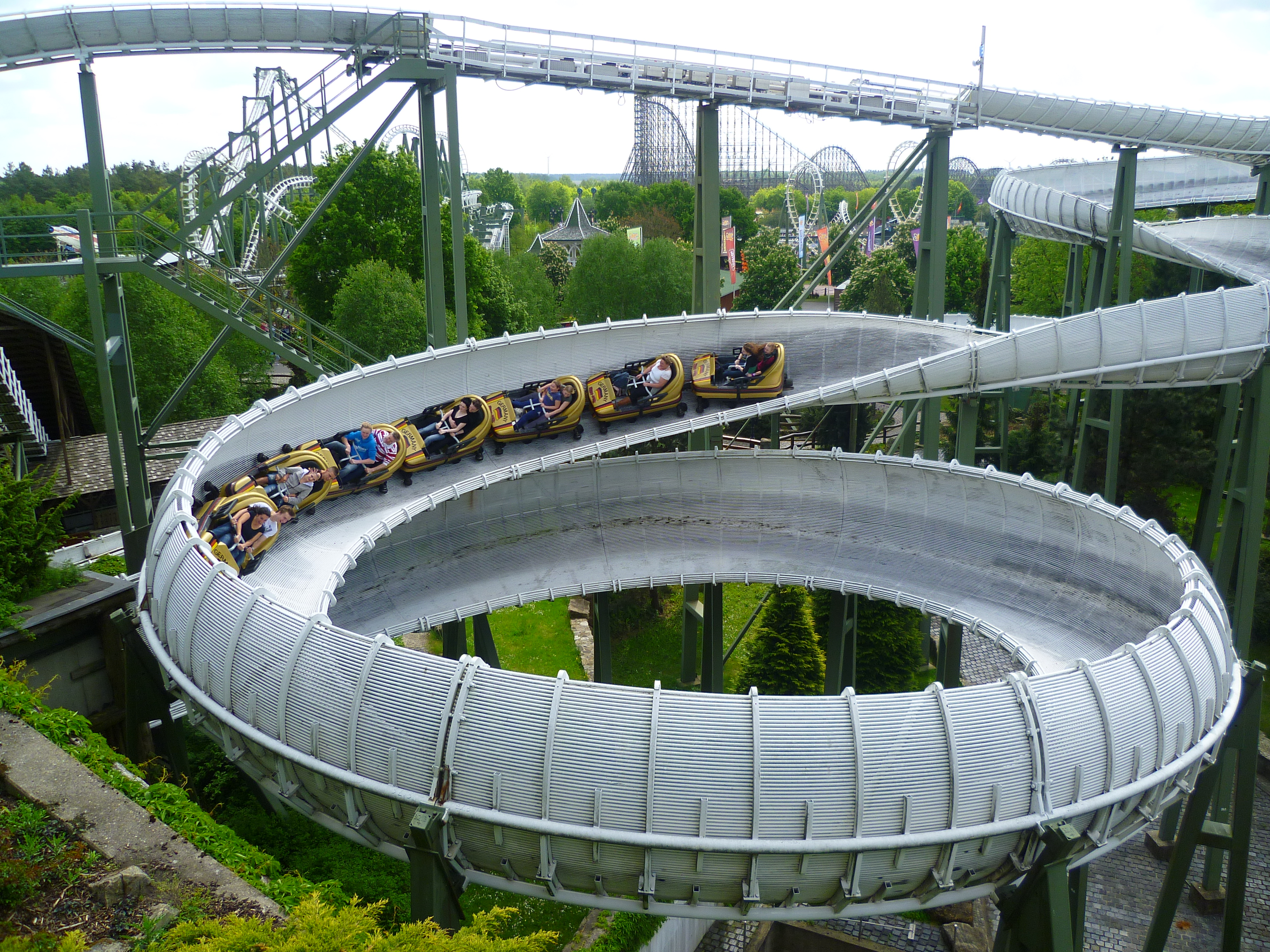
Bobbahn im Heide Park Resort

Eine Bobbahn ist ein Achterbahntyp, bei dem die Züge oder Wagen im Gegensatz zu klassischen Achterbahnen nicht auf einer Schiene fahren, sondern wie bei einer Bobbahn im Bobsport eine Rinne entlang fahren.
Aufgrund der fehlenden Führung können die Züge oder Wagen seitlich leicht ausschwingen. Damit die Züge oder Wagen nicht versehentlich aus der Rinne herausfahren, befinden sich an den Rändern der Rinne Begrenzer, wie zum Beispiel größere Rohre. Außerdem gibt es bei diesem Achterbahntyp keine Inversionen. Die Fahrrinne besteht üblicherweise aus Stahl, kann allerdings auch aus Holz bestehen. Letzteres ist vor allem beim Achterbahntyp Flying Turns der Fall.
Die letzte eröffnete klassische Bobbahn ist Trace Du Hourra im Parc Astérix im Jahr 2001; Flying Turns im Knoebels Amusement Resort ist die letzte eröffnete Bobbahn vom Typ Flying Turn im Jahr 2013.
Bekannte Hersteller von Bobbahnen sind Intamin und Mack Rides.
Das Gerstlauer Bobsled Coaster Achterbahnmodell ist keine Bobbahn, sondern eine Verbesserung auf Basis des Wilde Maus Achterbahntyps.

## Auslieferungen
| Name                                            | Park                                                           | Land                   | Typ                             | Hersteller           | Eröffnungsjahr    | Schließungsjahr               |
| ----------------------------------------------- | -------------------------------------------------------------- | ---------------------- | ------------------------------- | -------------------- | ----------------- | ----------------------------- |
| Alpine Bobsled Rolling Thunder Sarajevo Bobsled | Great Escape Six Flags Great America Six Flags Great Adventure | Vereinigte Staaten     | Stahl-Bobbahn                   | Intamin              | 1998 1989 1984    | 1995 1988                     |
| Avalanche                                       | Pleasure Beach Resort                                          | Vereinigtes Königreich | Stahl-Bobbahn                   | Mack Rides           | 1988              |                               |
| Bob-Banen                                       | Tivoli Gardens                                                 | Dänemark               | Holz-Bobbahn, angetrieben       | unbekannt            | 1937              | 1937                          |
| Bobbaan                                         | Efteling                                                       | Niederlande            | Stahl-Bobbahn                   | Intamin              | 1985              | 2019                          |
| Bobbahn                                         | Heide Park Resort                                              | Deutschland            | Stahl-Bobbahn                   | Mack Rides           | 1994              |                               |
| Bobsled                                         | Coney Island Fantasy Forest at the Flushing Meadows Carousel   | Vereinigte Staaten     | Holz-Bobbahn                    | John Norman Bartlett | 1941 1939         | 1974 1940                     |
| Disaster Transport                              | Cedar Point                                                    | Vereinigte Staaten     | Stahl-Bobbahn, Dunkelachterbahn | Intamin              | 1985              | 2012                          |
| Flying Turns                                    | Euclid Beach                                                   | Vereinigte Staaten     | Holz-Bobbahn, Flying Turns      | John Norman Bartlett | 1939              | 1969                          |
| Flying Turns                                    | Forest Park Highlands Amusement Park                           | Vereinigte Staaten     | Holz-Bobbahn, Flying Turns      | John Norman Bartlett | 1934              | 1963                          |
| Flying Turns                                    | Knoebels Amusement Resort                                      | Vereinigte Staaten     | Holz-Bobbahn, Flying Turns      | Eigenbau             | 2013              |                               |
| Flying Turns                                    | Lakeside Park                                                  | Vereinigte Staaten     | Holz-Bobbahn, Flying Turns      | John Norman Bartlett | 1929              | zw. 1930 und 1954             |
| Flying Turns                                    | Riverview Park Century of Progress                             | Vereinigte Staaten     | Holz-Bobbahn, Flying Turns      | John Norman Bartlett | 1935 1933         | 1967 1934                     |
| Flying Turns                                    | Rocky Point Park                                               | Vereinigte Staaten     | Holz-Bobbahn, Flying Turns      | John Norman Bartlett | 1931              | 1938                          |
| Flying Turns                                    | Steeplechase Park                                              | Vereinigte Staaten     | Holz-Bobbahn, Flying Turns      | John Norman Bartlett | 1934              | 1939                          |
| Lake Placid Bobsled                             | Palisades Amusement Park                                       | Vereinigte Staaten     | Holz-Bobbahn, Flying Turns      | John Norman Bartlett | 1937              | 1946                          |
| La Vibora Sarajevo Bobsleds                     | Six Flags Over Texas Six Flags Magic Mountain                  | Vereinigte Staaten     | Stahl-Bobbahn                   | Intamin              | 1986 1984         | 1985                          |
| Montanha Russa                                  | Parque Shanghai                                                | Brasilien              | Holz-Bobbahn                    | unbekannt            | unbekannt         | unbekannt                     |
| Munich Autobahn                                 | Kobe Portopialand                                              | Japan                  | Stahl-Bobbahn                   | Mack Rides           | 1991              | 2006                          |
| Reptilian                                       | Kings Dominion                                                 | Vereinigte Staaten     | Stahl-Bobbahn                   | Mack Rides           | 1988              |                               |
| Schweizer Bobbahn                               | Europa-Park                                                    | Deutschland            | Stahl-Bobbahn                   | Mack Rides           | 1985              |                               |
| Screamin’ Delta Demon                           | Old Indiana Fun-n-Water Park Opryland USA                      | Vereinigte Staaten     | Stahl-Bobbahn                   | Intamin              | nie eröffnet 1984 | nie eröffnet 1997             |
| Space Coaster                                   | Saltair                                                        | Vereinigte Staaten     | Stahl-Bobbahn                   | Eigenbau             | 1982              | 1984 oder früher              |
| Trace Du Hourra                                 | Parc Astérix                                                   | Frankreich             | Stahl-Bobbahn                   | Mack Rides           | 2001              |                               |
| unbekannter Name                                | Fyns Tivoli Bakken                                             | Dänemark               | Holz-Bobbahn                    | unbekannt            | 1951 1930er Jahre | 1970er Jahre 1950 oder früher |
| unbekannter Name                                | Tivoli Friheden                                                | Dänemark               | Holz-Bobbahn, Flying Turns      | unbekannt            | 1964 oder früher  | 1964 oder später              |